# Pfarrkirche St. Jakob (Steinen SZ)

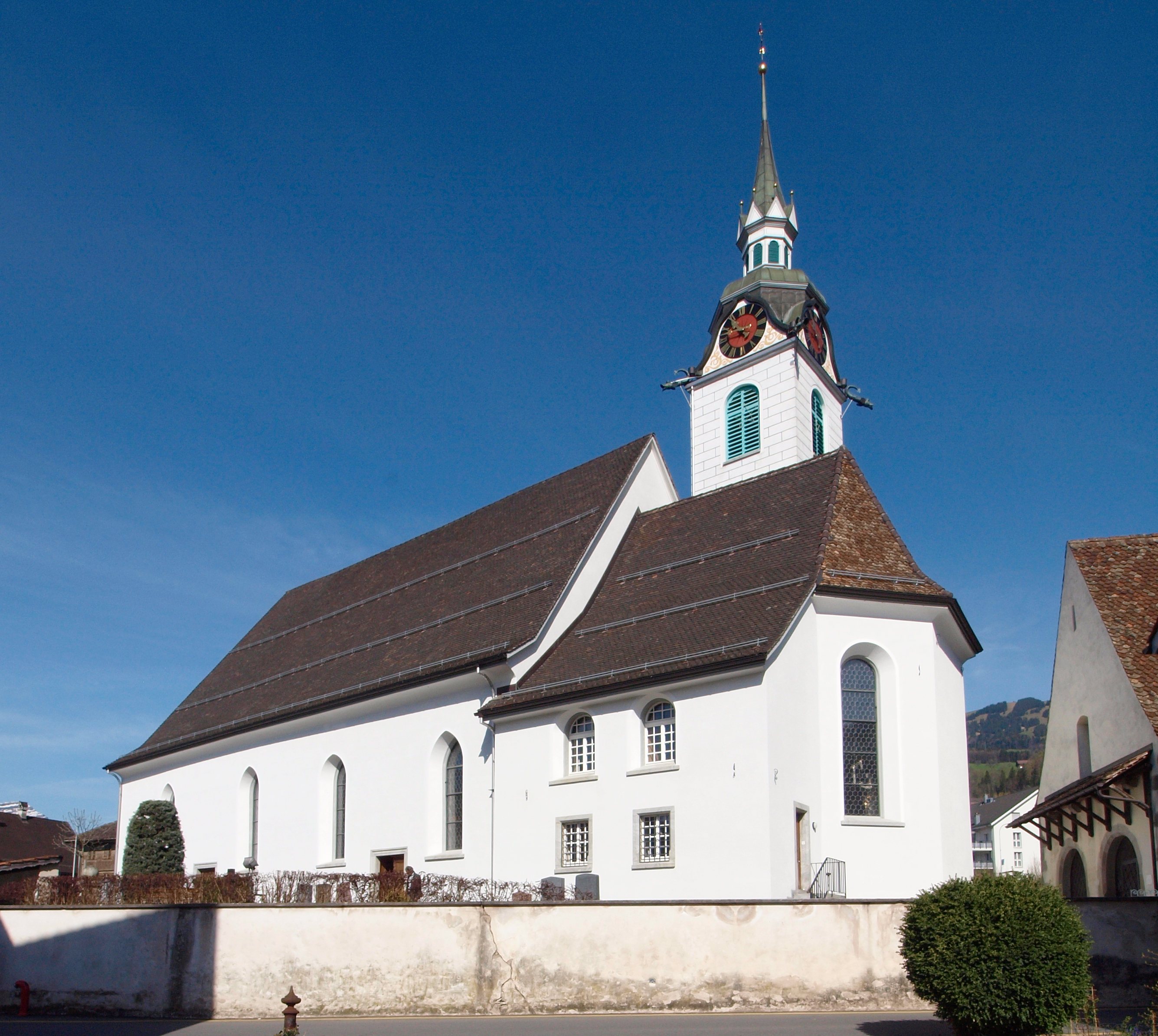
Pfarrkirche St. Jakob von Südosten

Die römisch-katholische Pfarrkirche St. Jakob in Steinen im Kanton Schwyz (Bistum Chur) gehört zu den ältesten Gotteshäusern des Kantons und steht unter Denkmalschutz.

## Geschichte

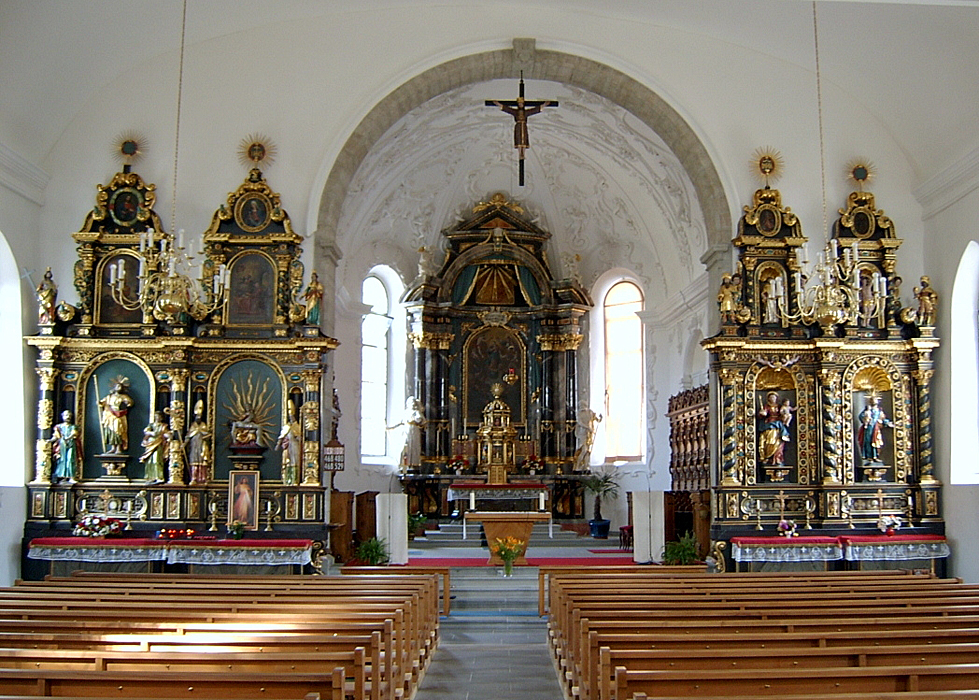
Inneres der Pfarrkirche

Die heutige Kirche ist mindestens das dritte Bauwerk an dieser Stelle. Denn anlässlich der archäologischen Ausgrabungen 1963–65 konnten zwei Vorgängerbauten nachgewiesen werden. Man fand unter der romanischen Kirche von 1125 ältere Fundamente, die einer undatierten Kapelle zugewiesen werden. Die romanische Kirche wurde von den Grafen Roman  und Arnold von Lenzburg als Pfarrkirche gestiftet. Die Stiftungsurkunde ist zugleich das älteste Dokument, in dem diese Kirche erwähnt wird. Sie gehört somit zu den drei Stammkirchen des Kanton Schwyz, damals waren auch Steinerberg, Sattel und Biberegg in Steinen pfarreigenössig. Mit dem Aussterben des Lenzburgers Geschlechts 1173 fiel deren Besitz im Lande Schwyz, somit auch Steinen mit Hof und Kirche, zuerst den Kyburgern und danach den Habsburger zu. Zu erst den Grafen Adalbert von Habsburg und 1232 Rudolf dem Schweigsamen. Von diesem gelangte sie an den Grafen Eberhard, unter dem sich die Kirchgenossen von Steinen im Jahr 1296 von den grundherrlichen Rechten frei kauften (Ende der Leibeigenschaft). Nach dem Loskauf schlossen sich die nun freien Leute dem Lande Schwyz an. Das Patronatsrecht kam 1273 durch den Verkauf an Rudolf II. von Habsburg-Österreich. Ein Viertel gehörte zum Zeitpunkt des Kaufs dem Kloster Einsiedeln, welches auch Anrechte am Kirchenzehntel hatte. Diese Teilrechte bekam das Kloster vermutlich schon im 10. Jahrhundert als Geschenk des Grafen Ulrich von Schänis. Der österreichische Kirchenanteil wurde 1433 von König Sigismund dem Ammann und dem Rate von Schwyz vermacht. Am 28. Dezember 1465 verzichtet auch das Kloster auf seine Rechte am Kirchensatz zugunsten von Schwyz.

## Baugeschichte
Auf den Fundamenten einer 1125 geweihten romanischen Kirche wurde zu Beginn des 14. Jahrhunderts ein neues gotisches Gotteshaus errichtet und 1318 geweiht. Schiff und Chor waren neu, den übernommen romanischen Turm stockte man 1540 unter Jakob Anderrüti auf und versah ihn mit einem Spitzhelm. Zugleich wurde der Chor umgestaltet und erweitert. Der Innenraum wurde zwischen 1660 und 1670 barockisiert, 1740 erhielt der Turm einen neuen Kuppelspitzhelm nach Vorbild der Kirche in Schwyz. 1842/43 erfolgte eine umfassende Renovierung, 1893 eine Teilrenovierung der Innenräume. 1963/65 und 2002/03 restaurierte man diese erneut und führte auch archäologische Grabungen durch. Dabei wurden unter dem Chor die romanischen und gotischen Fundamente freigelegt und zugänglich gemacht.
Bei Aussenrenovationen in den Jahren 1831, 1900 und 1933 wurden nach Schwyzer Brauch neue Dokumente in die Turmkugel gelegt, die bereits Urkunden aus den Jahren 1664 und 1740 enthielt.
Das vierstimmige Geläut ist wertvoll, weil es ausschließlich aus teils sehr alten historischen Glocken besteht.
| Glocke    | 1      | 2      | 3        | 4      |
| --------- | ------ | ------ | -------- | ------ |
| Gussjahr  | 015870 | 016050 | ca. 1440 | 014100 |
| Schlagton | es′    | g′     | ces′     | es″    |

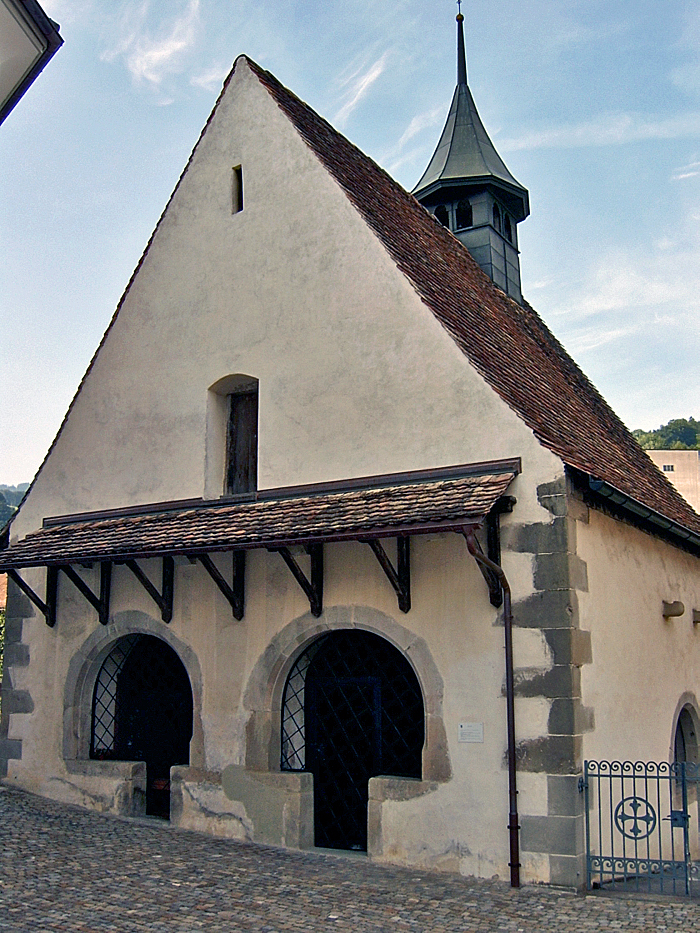
Das Beinhaus

1966 wurde die heutige Orgel in ein historisches Gehäuse mit Flügeltüren durch Orgelbau Metzler & Söhne erbaut. Das Gehäuse aus dem 17. Jahrhundert gehörte ursprünglich zu einer einmanualigen Orgel, die 1664 von Niklaus Schönenbüel, Alpnach gebaut worden war. Im Jahr 1897 wurde in dieses Gehäuse durch die Orgelbauer Gebrüder Mayer aus Feldkirch eine neue Orgel mit 18 Registern auf zwei Manualen und Pedal eingebaut. Diese Orgel wird durch das heutige Instrument mit 21 Registern ersetzt. Es wurde durch die Erbauerfirma in den Jahren 1995 und 2020 renoviert.

## Beinhaus
Der spätgotische Bau des Beinhauses wurde 1509 geweiht und ist mit einer markanten Holzdecke, Wandmalereien und einen gotischen Flügelaltar ausgestattet. Es beherbergt ungezählte Gebeine und Totenschädel, die nach Friedhofsräumarbeiten dorthin umgebettet wurden.

## Kunstwerke
Der Hochaltar von 1673 wurde bereits 1790 stark verändert und mit Holzstatuen von Joseph Anton Janser geschmückt.
Ein 1916 beim Kunstmaler Joseph Schilter durch die Pfarrgemeinde bestelltes Heiliges Grab geriet im Lauf der Zeit außer Gebrauch und in Vergessenheit. Zu Ostern 2009 wurde es durch Alt-Gemeindepräsident Albert Grossmann und Harry Guzek in einem alten Schuppen der Gemeinde wiederentdeckt, vermessen und fotografiert. Aus diesen Bildern wurde dann zunächst ein Modell rekonstruiert. Im Jahr 2010 wurde das Original des Grabes dann vor Ostern zum ersten Mal seit sechzig Jahren wieder in der Kirche aufgestellt.